# حمرية (نبات)
الحَمْرِيَّة أو الأريترينة (الاسم العلمي:Erythrina) هي جنس من النباتات تتبع الفصيلة البقولية من رتبة الفوليات.

## أنواع نبات الحمرية
- حمرية أليفة الجبال
- حمرية أمازونية
- حمرية أمريكية
- حمرية باسقة
- حمرية باومية
- حمرية برتروانية
- حمرية بروسية
- حمرية برييرية
- حمرية بورتية
- حمرية بيروفية
- حمرية تاهيتية
- حمرية جبلية
- حمرية جرداء
- حمرية جزرية
- حمرية جميلة
- حمرية جنوبة أفريقية
- حمرية حبشية
- حمرية حلوة
- حمرية ربيعية
- حمرية زايرية
- حمرية سنانية
- حمرية سندويشية
- حمرية سنغالية
- حمرية سوداء الأشواك
- حمرية شاحبة
- حمرية شبه مسننة الحوافي
- حمرية شجيرية
- حمرية شليبنية
- حمرية شوكاء
- حمرية شوكية الثمار
- حمرية صغيرة الثمار
- حمرية عريضة
- حمرية عشبية
- حمرية غبساء
- حمرية غريسباخية
- حمرية غرينواية
- حمرية غواتيمالية
- حمرية قزمية
- حمرية قصيرة الأزهار
- حمرية كاريبية
- حمرية كبيرة الأوراق
- حمرية كوبية
- حمرية كودية
- حمرية كوستاريكية
- حمرية مبرقشة
- حمرية متشابهة
- حمرية متعددة الأشواك
- حمرية محدبة
- حمرية مخططة
- حمرية مخملية
- حمرية مدغشقرية
- حمرية مرجانية
- حمرية مرقشة
- حمرية مروحية
- حمرية مريللية
- حمرية مزخرفة
- حمرية مقلوبة
- حمرية مكسيكية
- حمرية ملدبريدية
- حمرية منجلية
- حمرية منكمشة
- حمرية ناعمة
- حمرية هندوراسية
- حمرية وليامسية
- حمرية يونانية